# Меркурохром
Меркурохром (mercurochrome) — торговое название металлоорганического соединения мербромин (merbromin). Имеет сложное строение, является ртутьорганическим соединением.
Вещество обладает слабым антисептическим действием и некоторое время пользовалось популярностью как заменитель обжигающего раствора иода.
Из-за наличия ртути в составе препарата в 1998 году Управление по санитарному надзору за качеством пищевых продуктов и медикаментов США (FDA) решило запретить его применение до проведения дополнительных исследований.